# Чехословакия на летних Олимпийских играх 1968
Чехословакия принимала участие в летних Олимпийских играх 1968 года в Мехико, Мексика.

## Медалисты
Золото
- Милослава Резкова — лёгкая атлетика, прыжки в высоту, женщины
- Милена Духкова — прыжки в воду, платформа 10 м, женщины
- Вера Чаславска — гимнастика, индивидуальный зачёт, женщины
- Вера Чаславска — гимнастика, брусья, женщины
- Вера Чаславска — гимнастика, вольные упражнения, женщины
- Вера Чаславска — гимнастика, опорный прыжок, женщины
- Ян Курка — стрельба из винтовки лёжа, 50 м, мужчины

 Серебро
- Вера Чаславска — гимнастика, бревно, женщины
- сборная Чехословакии — гимнастика, командный зачёт, женщины

 Бронза
- Лудвик Данек — лёгкая атлетика, метание диска, мужчины
- Антонин Прохазка, Иржи Свобода, Лубош Зайчек, Йосеф Мусил, Йосеф Смолка, Владимир Петлак, Пётр Коп, Франтишек Сокол, Богунил Голиан, Зденек Грёссл, Павел Шенк и Драгомир Коуделка — волейбол, мужчины
- Мирослав Земан — борьба греко-римская, лёгкий вес, мужчины
- Пётр Кмент — борьба греко-римская, тяжёлый вес, мужчины

## Результаты соревнований

### Академическая гребля
В следующий раунд из каждого заезда проходили несколько лучших экипажей (в зависимости от дисциплины). В финал A выходили 6 сильнейших экипажей, ещё 6 экипажей, выбывших в полуфинале, распределяли места в малом финале B
Мужчины
| Соревнование | Спортсмены   | Предварительный заезд | Предварительный заезд | Предварительный заезд | Отборочный заезд | Отборочный заезд | Отборочный заезд | Полуфинал | Полуфинал | Полуфинал | Финал   | Финал   | Итоговое место |
| Соревнование | Спортсмены   | Заезд                 | Время                 | Место                 | Заезд            | Время            | Место            | Заезд     | Время     | Место     | Время   | Место   | Итоговое место |
| ------------ | ------------ | --------------------- | --------------------- | --------------------- | ---------------- | ---------------- | ---------------- | --------- | --------- | --------- | ------- | ------- | -------------- |
| одиночки     | Вацлав Козак | 1                     | 7:59,93               | 4                     | 2                | 7:49,93          | 3 Q              | 1         | 8:01,81   | 4         | Финал B | Финал B | 9              |
| одиночки     | Вацлав Козак | 1                     | 7:59,93               | 4                     | 2                | 7:49,93          | 3 Q              | 1         | 8:01,81   | 4         | 7:45,81 | 3       | 9              |